# Laugnac
Laugnac (okzitanisch: Launhac) ist eine französische Gemeinde mit 692 Einwohnern (Stand: 1. Januar 2022) im Département Lot-et-Garonne in der Region Nouvelle-Aquitaine. Laugnac liegt im Arrondissement Agen und gehört zum Kanton Le Confluent. Die Einwohner werden  Laugnacais genannt.

## Geografie
Laugnac liegt etwa zehn Kilometer nordnordwestlich von Agen. Umgeben wird Laugnac von den Nachbargemeinden Cours im Norden, Sembas im Nordosten, Castella im Osten, Foulayronnes im Südosten, Madaillan im Süden sowie Prayssas im Westen und Südwesten. Im Norden verläuft der Fluss Masse de Prayssas, an der südöstlichen Gemeindegrenze das Flüsschen Bourbon, das hier zu einem kleinen See aufgestaut wird.

## Bevölkerungsentwicklung
| Jahr                       | 1962 | 1968 | 1975 | 1982 | 1990 | 1999 | 2006 | 2018 |
| -------------------------- | ---- | ---- | ---- | ---- | ---- | ---- | ---- | ---- |
| Einwohner                  | 515  | 494  | 446  | 441  | 522  | 545  | 606  | 681  |
| Quellen: Cassini und INSEE |      |      |      |      |      |      |      |      |

## Sehenswürdigkeiten
- Kirche Saint-Pierre in Quissac
- Kirche Saint-Étienne in Marsac
- Kirche Sainte-Colombe in Lasfargues
- Schloss Quissac aus dem 15. Jahrhundert
- Turm von Laugnac

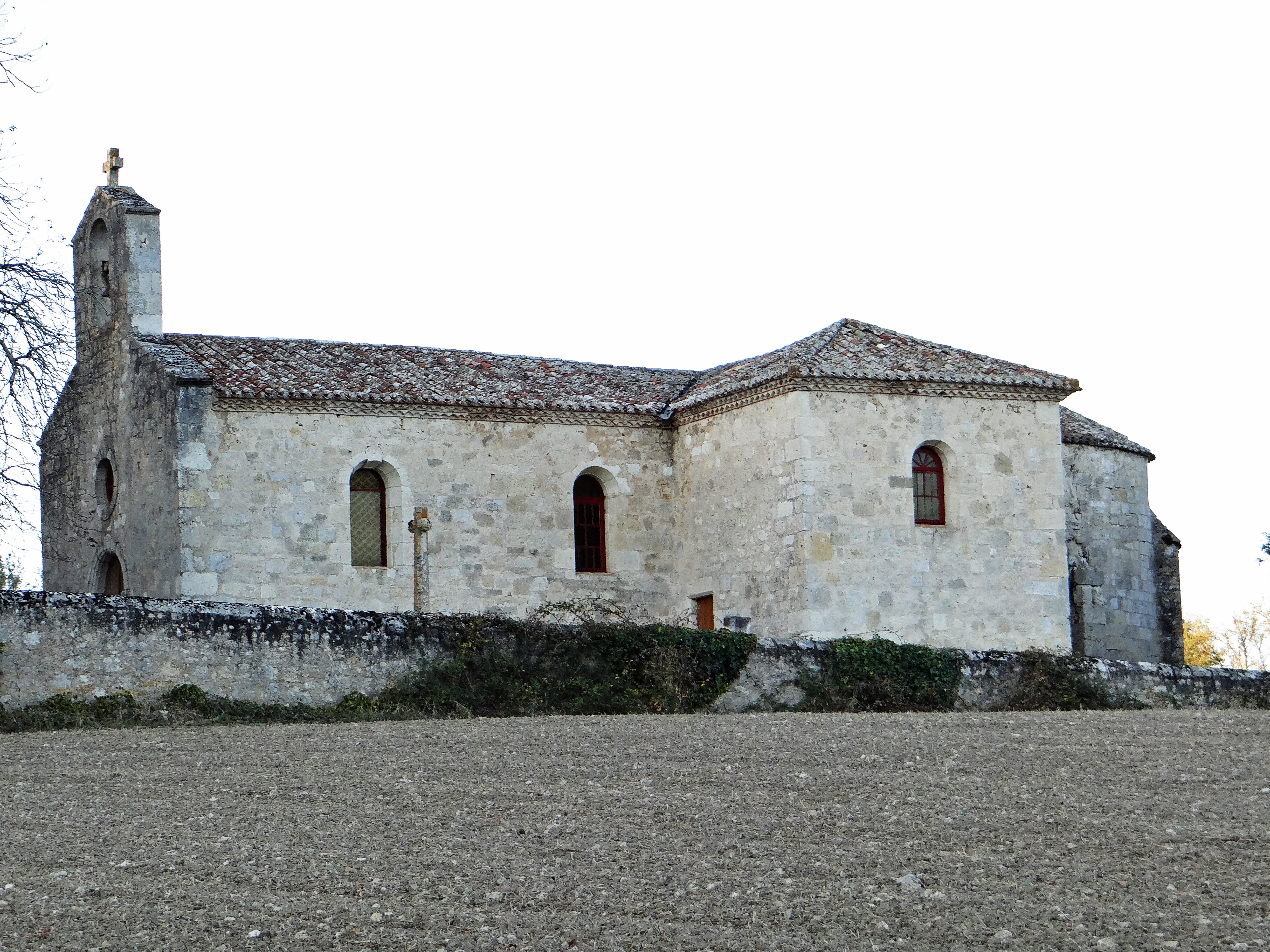
Kirche Saint-Pierre
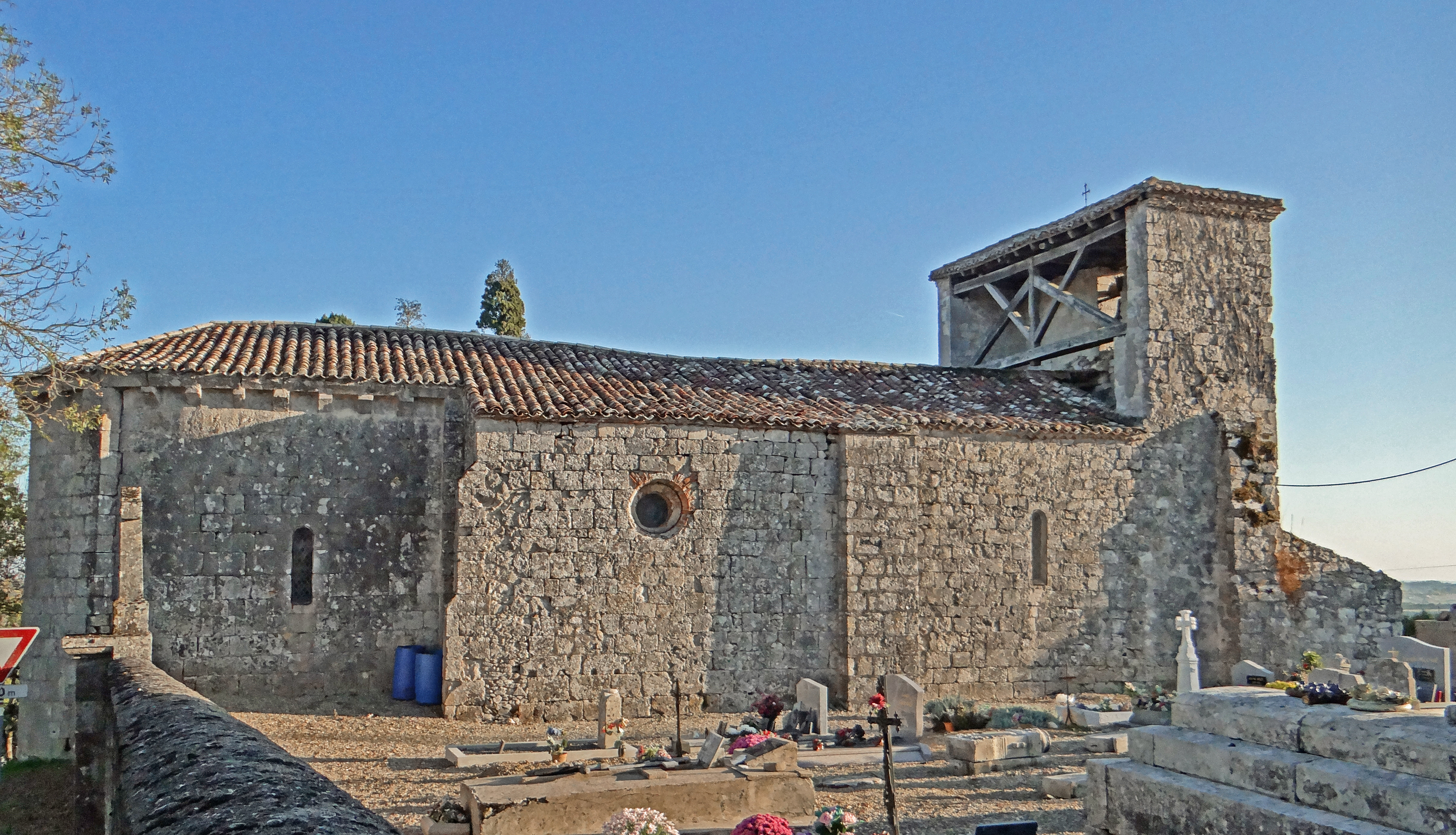
Kirche Saint-Étienne
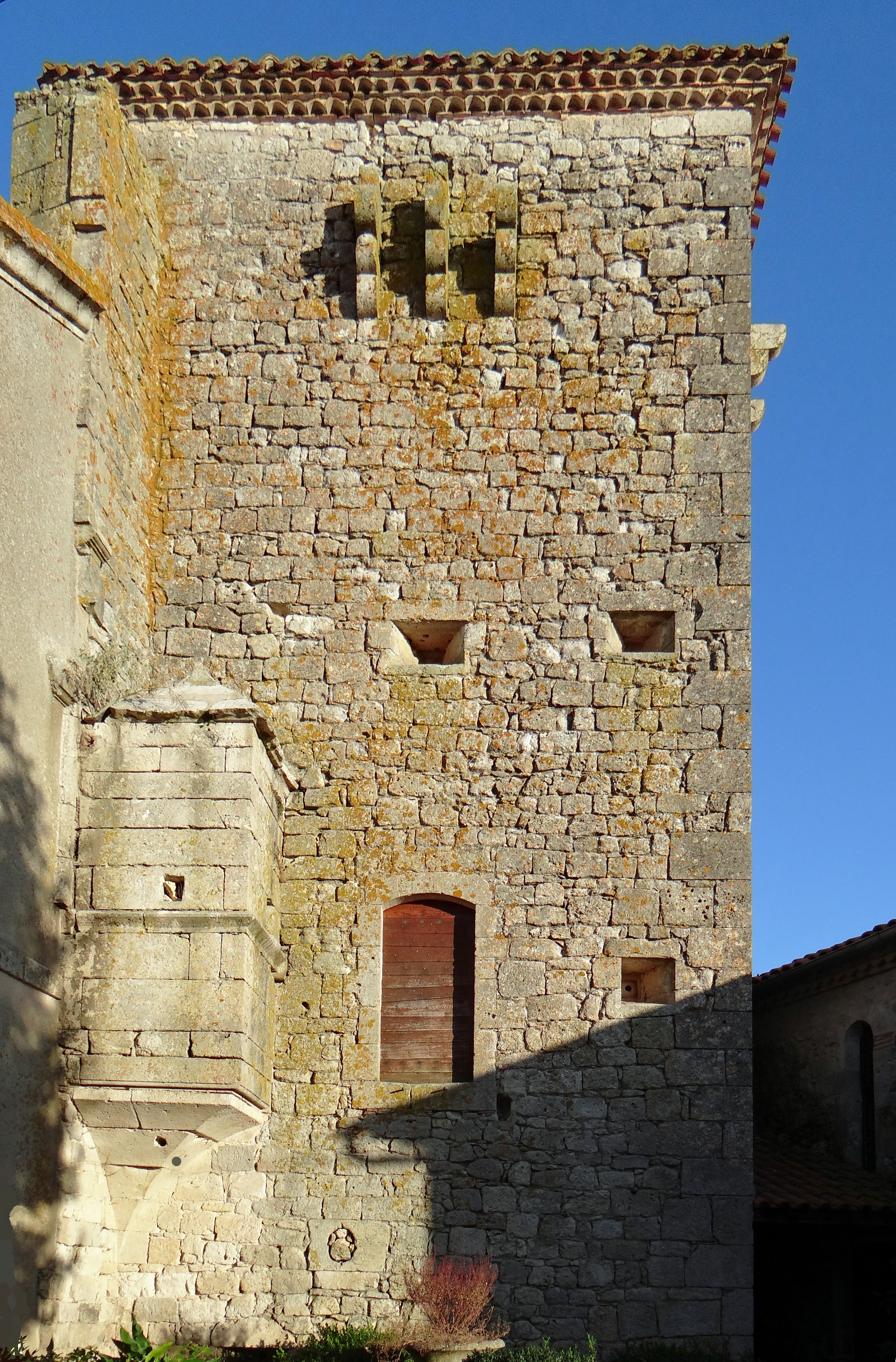
Turm von Laugnac mit Kirche

## Persönlichkeiten
- Antoine de Malvin de Montazet (1713–1788), Theologe, Bischof von Autun (1748–1758) und Erzbischof von Lyon (1758–1788)